# بيبرو
البيبرو (بالإنجليزية: Pepero)‏ أو عصا البريتزل المغطاة بالشوكولاتة هي عود بسكويت رفيع مغطى بالشوكولاتة. يُصنع في كوريا الجنوبية منذ عام 1983. يتكون من مسحوق الكاكاو والدقيق، ويُصدر إلى حوالي 64 دولة حول العالم، حيث يحظى بشعبية كبيرة خاصة في سنغافورة، وماليزيا، والهند والفلبين. وحصل على العديد من الجوائز تقديرًا لمبيعاته وتصميمه.

## الجوائز
حصل منتج البيبرو على الجوائز التالية:
- جائزة واتسونز لأكثر الوجبات الخفيفة مبيعًا لعام 2012.[2]
- جائزة واتسونز لأكثر البسكويت مبيعًا لعام 2014.[2]
- جائزة واتسونز لأكثر البسكويت الكوري مبيعًا لعام 2015.
- جائزة ريد دوت للتصميم من ألمانيا لعام 2019.[3]

## يوم البيبرو
هو يوم احتفال سنوي في تاريخ 11 نوفمبر، يتبادل به الأشخاص حلوى البيبرو للتعبير عن الحب. نشأ من طالبة في مدرسة متوسطة في منطقة يونغنام في كوريا الجنوبية.